# The Beatles – A Four-Film Cinematic Event
Pour plus de détails, voir Fiche technique et Distribution.
The Beatles – A Four-Film Cinematic Event (titre provisoire), est une série de quatre films qui paraîtront en avril 2028, tous réalisés par Sam Mendes, qui raconteront l'histoire de ce groupe phare des années 1960, chacun selon la perspective d'un membre différent.

## Historique
Initiée par le cinéaste britannique Sam Mendes l'année précédente, Apple Corps fait l'annonce, en février 2024, qu'une série de quatre films biographiques sur la carrière des Beatles, chacun prenant le point de vue d'un de ses membres, sera réalisé par le cinéaste qui chérie cette idée depuis de nombreuses années. Le 1er juin, on annonce en grande pompe, au CinemaCon de Las Vegas, les acteurs qui personnifieront les Fab Four: Harris Dickinson, Paul Mescal, Joseph Quinn et Barry Keoghan interprèteront respectivement John Lennon, Paul McCartney, George Harrison et Ringo Starr.
Avec le titre provisoire The Beatles – A Four-Film Cinematic Event et le slogan « Chaque homme a sa propre histoire, mais ensemble, ils sont légendaires. », les sorties sont annoncées pour avril 2028. Il n'est pas encore décidé s'il y aura une sortie par semaine ou si les quatre films sortiront la même journée ou de quelle qu'autre mise en marché il y aura, encore moins l'ordre des parutions, mais on veut offrir « la première expérience de visionnement en rafale en salle » (the first binge-able theatrical experience). Chacun des films racontera l'histoire d'un membre différent mais certaines des scènes seront interconnectées d'une œuvre à l'autre. L'écriture des scénarios sera effectuée par Jez Butterworth, Peter Straughan (en) et Jack Thorne mais il n'est pas connu si les auteurs travailleront séparément ou ensemble. On ne sait pas encore qu'elles années seront examinées dans ces films mais on évalue que le tournage principal durera au moins un an.
Les producteurs ayant l'aval d'Apple Corps et des Beatles ainsi que leurs successions, une première pour un film biographique du groupe, tout le catalogue musical du groupe sera accessible pour cette production.

## Fiche technique
- Titre provisoire : The Beatles – A Four-Film Cinematic Event
- Réalisation : Sam Mendes
- Scénarisation : Jez Butterworth, Peter Straughan (en) et Jack Thorne
- Production : Sam Mendes, Pippa Harris (en) et Julie Pastor (Neal Street Productions (en)), Alexandra Derbyshire (Wonka)
- Producteurs exécutifs :
- Montage :
- Photographie :
- Son :
- Musique originale : The Beatles
- Producteur de la trame sonore :
- Sociétés de production : Apple Corps, Neal Street Productions (en)
- Sociétés de distribution : Sony Pictures Entertainment
- Pays de production : États-Unis, Royaume-Uni
- Langue : Anglais
- Durée :
- Format :
- Dates de sortie : avril 2028

## Distribution
- Harris Dickinson : John Lennon
- Paul Mescal :  Paul McCartney
- Joseph Quinn : George Harrison
- Barry Keoghan : Ringo Starr